# Amt Sternberger Seenlandschaft
La comunità amministrativa di Sternberger Seenlandschaft (Amt Sternberger Seenlandschaft) si trova nel circondario della Ludwigslust-Parchim nel Meclemburgo-Pomerania Anteriore, in Germania.

## Suddivisione
Comprende 12 comuni  (abitanti il 31 dicembre 2022):
1. Blankenberg (366)
2. Borkow (430)
3. Brüel, Città (2 626)
4. Dabel (1 353)
5. Hohen Pritz (373)
6. Kloster Tempzin (558)
7. Kobrow (405)
8. Kuhlen-Wendorf (811)
9. Mustin (353)
10. Sternberg, Città * (4 023)
11. Weitendorf (370)
12. Witzin (458)

Il capoluogo è Sternberg.